# ISO TC/37
ISO/TC 37은 국제표준기구 (ISO) 산하의 기술위원회로서, 전문용어와 언어자원에 대한 방법론과 원리에 대한 표준과 다른 규격 문건들을 만든다.
명칭: 전문용어와 언어 및 컨텐츠 자원
범위: 다언어 커뮤니케이션과 문화적 다양성의 맥락 속에서 전문용어와 그밖의 언어 및 컨테트 자원에 관련되는 원리, 방법과 응용에 대한 표준화
ISO/TC 37은 소위 “수평적 위원회”로서, 다른 모든 기술위원회들이 그들의 전문용어와 관련된 문제들을 다루는 표준들을 개발하는 데 필요한 지침들을 제공해 준다. 그러나 ISO/TC 37에서 개발한 표준들은 ISO에 국한되지 않는다. 산업체와 협동함으로써 전문용어, 언어 및 구조화된 컨텐트에 대한 표준들을 사용하는 가능한 모든 자들의 요구와 필요를 제대로 제 때에 충족할 수 있는 길을 보장한다.
표준 개발에 참여하는 길은 모든 이해관계자들에게 열려 있으며 리에종이나 회원기구(ISO/TC 37의 현 회원들과 리애종들 목록을 참고할 것:)들을 통해 제 37 기술위원회에 요구사항들을 제안할 수 있다. ISO/TC 37 표준들은 따라서 기본적인 것들이며 지역화, 번역 또는 다른 산업적 응용을 위한 기초가 될 것이다.

## ISO/TC 37 "전문용어와 그밖의 언어 및 컨텐츠 자원"
국제 표준화는 각 국가 표준 기관이나 리에종의 다른 조직으로부터 대표로 위임된 산,학,연의 전문가에 의해 개발된다. 그러므로 모든 이해 당사자들이 원칙적으로 참여할 수 있다. 그들은 회원 활동을 통해 각 위원회에서 공동으로 작업하는 국가 표준 기관들의 합의에 기반하고 있다.
ISO/TC 37 은 아래와 관련된 국제표준을 개발한다:
- 전문용어 원리와 방법
- 전문용어의 어휘와 언어자원 관리
- 전문용어 작업
- 언어자원의 작성과 관리
- 전문용어 표준의 작성과 레이아웃
- 전산화한 전문용어집과 사전편찬
- 전문용어 도큐멘테이션
- 전문용어와 그밖의 언어자원 분야에서의 코딩과 코드
- 언어 공학과 컨텐츠 관리에서의 전문용어와 그 밖의 언어자원의 응용

ISO/TC 37 은 전문용어 단일화 활동의 긴 역사를 살펴본다. 과거에 전문용어 전문가 (특히, 전문용어 이론과 방법론 전문가)는 넓은 인식을 위해 고군분투해야만 했다. 오늘날 그들의 전문 지식은 많은 응용 분야, 특히 다양한 표준화 분야에서 모색된다. 최근의 다언어 정보화 사회와 지식 사회는 신뢰할 수 있는 디지털 콘텐츠에 의존할 것이다. 여기서 전문용어는 없어서는 안 되는 필수 부분이다. 이것은 전문용어가 전문화된 정보와 지식이 준비되고(즉, 연구 개발에), 사용되고(즉, 전문화된 텍스트), 기록 및 처리되고(즉, 데이터뱅크), 전달되고(훈련과 교육을 통해), 실현되고(즉, 기술과 지식 전달). 또는 번역되고 통역되고 있는 그 언제 어디서나 중대한 역할을 하기 때문이다. 글로벌 시대에 다언어 디지털 콘텐트에 관한 방법론의 표준화에 대한 요구는 증대되고 있다 – ISO/TC37 은 텍스트 형태의 콘텐트와 관련된 과학 및 기술을 위한 방법론 표준에 대한 전문기술을 수년간 개발해오고 있다.

## 전문용어 표준화
전문용어 표준화의 시작은 IEC (국제전기기술위원회, 1906년 설립) 와 ISO (국제 표준화 기구, 1946년 설립)의 표준화 노력과 밀접하게 관련되어 있다.
ISO/IEC Guide 2 (1996)에 따르면 전문용어 표준화는 “대개 정의가 있고 때로는 해설 주나 삽화, 예시 등도 함께 있는 용어에 관한 표준화”로 정의된다.
ISO 1087-1:2000 은 전문용어를 "한 특별한 언어에 속한 지시들의 집합”으로 정의하고 있고, 지시란 "표시를 통해 나타내는 개념의 표현”으로 정의한다. 여기서 개념 표현은 (언어적 표시에 불과한) 용어 이상이며 -이는 최신 전문용어 과학으로 입증된 것으로- 이에 따르면 전문용어는 다음과 같은 세가지 주요 기능을 갖는다.
1. 전문분야 의사소통에서 의미를 지니는 기본 요소,
2. 개념 수준에서의 과학적-기술적 지식 제도,
3. 특화된 정보와 지식의 다른 표현들에 대한 접근.

위의 내용은 (다양한 종류의 지식 표현을 포함하는) 전문용어 자료가 전문분야에 관련된 정보 및 지식에 있어서는 평상적으로 이해되는 것보다는 훨씬 더 근본적인 역할을 할 수 있다는 것을 나타낸다.
오늘날, 전문용어 표준화는 다음과 같은 두 개의 활동으로 세분할 수 있다:
- 전문용어 표준화,
- 전문용어화의 원리와 방법의 표준화.

이 둘은 서로 상호의존적이다. 왜냐하면 공통의 원칙과 규칙 그리고 방법을 지키지 않는다면 전문용어 표준화(작업)만으로는 고급 전문용어 자료를 만들 수 없기 때문이다. 다른 한편으로는 이러한 표준화된 전문용어적 원칙과 규칙 그리고 방법들은 그 전문분야에서 이루어진 최신기술 이론과 방법론의 발전을 반영해야만 하며, 그 전문분야에서 전문용어 자료는 주제 표준화를 이루는 일과 연관되어 표준화되어야만 하기 때문이다.
전문용어는 대체적으로 표준화 분야에서 특수한 위치를 차지하고 있고, 이는 "실제적이거나 혹은 가능성이 있는 문제들에 대해 공통적이고 반복적으로 사용하기 위한 규정들을 확립하는 활동이며, 주어진 상황에서 최적의 제도를 갖추기 위한 것"(ISO/IEC 1996)으로 정의된다. 모든 기술위원회나 소위원회 혹은 실무그룹에서는 주제관련 표준화를 해야만 하고, 그에 대한 각각의 전문용어 정의와 표준화를 해야만 한다. 전문용어 표준화가 주제 표준화보다 선행된다(혹은 주제 표준화를 위해서는 전문용어 표준화가 필요하다)는 것에는 이견이 없다.

## ISO/TC 37의 역사
ISO/TC 37은 전문용어와 전문용어 사전학(당시에는 terminography라고 불렸다)의 일반 원리를 발견하고 형식화하기 위해 1952년에 가동되었다.
전문용어 표준화의 역사는 – 도량형학 분야에서의 더 앞선 시도를 배제한다면 – "명명법과 전기 장치 및 기계의 등급을 표준화하는 문제를 고려할 대표 위원회를 임명함으로써 전 세계 기술 사회의 협력을 확보하기 위한 조치를 취해야 할 것임".과 같은 정도에서 1904년 9월 15일에 미국 성 루이스에서 개최된 국제 전기 회의의 추천에 따라 1906년 런던에서 설립된 국제 전기 표준 회의(IEC)에서 시작하였다. 맨 처음부터 국제 전기 표준 회의(IEC)는 가장 중요한 임무를 전기 공학 표준 품질을 위한 전기 공학 전문용어 표준화로 삼았으며 국제 전기 공학 어휘(IEV)에 착수하여 그 초판을 다양한 개별 전문용어 표준을 토대로 1938년에 출판하였었다. IEV는 아직도 진행 중이며 국제 표준 시리스 IEC 60050의 부분으로서 77 장에 달한다. IEV 온라인 데이터베이스는 Electropedia에서 접속할 수 있다.
국제 표준화 기구(ISO)의 전신인 국제 표준화 협회 연합(ISA, 1926년 설립)이 유사한 경험을 하였었다. 그러나 ISA는 한 발짝 더 나아가 – Eugen Wüster의 저서 "Internationale Sprachnormung in der Technik" [기술 언어의 국제 표준] (Wüster 1931)의 출판으로 촉발되어 - 전문용어 표준화를 위한 일반 원리와 규칙을 형식화하기 위하여 기술 위원회 ISA/TC 37 "전문용어"를 1936년에 설립했다.
ISA/TC 37은 아래에서 언급된 전문용어 표준화를 위한 4종류의 추천 계획을 고안하였으나 2차 세계대전으로 인해 그것의 선구적 연구는 중단되었다. 정상적으로는 ISO/TC 37은 1946년 ISO의 맨처음 시작부터 설립된 것이지만 1951년에 재가동하기로만 결정되었으며 1952년에 가동되기 시작했다. 그 이후 2009년까지 ISO/TC 37 사무국은 오스트리아 표준 연구소를 대표하는 전문용어 국제 정보 센터(Infoterm)에 의해 유지되어 왔다. 오스트리아에 기반을 둔 국제 비정부 기구인 Infoterm은 쌍둥이 사무국으로서 계속해서 협조하고 있다. 이 이후 행정업무는 CNIS(중국)으로 갔다.

## ISO/TC 37의 목적
ISO/TC 37의 목적은 표준화와 관련 활동의 체제 안에서 언어자원의 조직과 관리에 대한 원칙과 방법론을 명시하는 표준을 마련하는데 있다. 본 위원회의 기술 결과물은 다양한 측면의 전산화지원 전문용어 사전학뿐만 아니라 전문용어상의 원칙 및 방법론을 포함하는 국제표준(및 기술 보고서)를 생성할 수 있다. ISO/TC 37은 여타 ISO/TC들의 전문용어 표준화 활동에 대한 조정의 책임이 없다.

## 기술위원회 구성
- ISO/TC 37/SC 1 (원리와 방법론)[4]
- ISO/TC 37/SC 2 (전문용어학적 작업흐름과 언어코딩)[5]
- ISO/TC 37/SC 3 (전문용어자원관리)[6]
- ISO/TC 37/SC 4 (언어자원관리)[7]
- ISO/TC 37/SC 5 (번역, 통역및관련기술)

## 출판된 표준
ISO 639 Codes for the representation of names of languages, with the following parts:
- ISO 639-1:2002 Codes for the representation of names of languages —- Part 1: Alpha-2 code (ISO 639-1/RA - Registration Authority for the maintenance of the code: Infoterm [2])
- ISO 639-2:1998 Codes for the representation of names of languages —- Part 2: Alpha-3 code (ISO 639-2/RA - Registration Authority for the maintenance of the code: Library of Congress [3])
- ISO 639-3:2007 Codes for the representation of names of languages —- Part 3: Alpha-3 code for comprehensive coverage of languages (ISO 639-3/RA - Registration Authority for the maintenance of the code: SIL International)
- ISO 639-4:2010 Codes for the representation of names of languages -- Part 4: General principles of coding of the representation of names of languages and related entities
- ISO 639-5:2008 Codes for the representation of names of languages —- Part 5: Alpha-3 code for language families and groups
- ISO 639-6:2009 Codes for the representation of names of languages -- Part 6: Alpha-4 code for comprehensive coverage of language variants -- Extension of coding for language
- ISO 704:2009 Terminology work —- Principles and methods
- ISO 860:1996 Terminology work —- Harmonization of concepts and terms
- ISO 1087-1:2000 Terminology —- Vocabulary —- Part 1: Theory and application
- ISO 1087-2:2000 Terminology work —- Vocabulary —- Part 2: Computer applications
- ISO 1951:1997 Lexicographical symbols particularly for use in classified defining vocabularies
- ISO 1951:2007 3rd Ed. -- Presentation/Representation of entries in dictionaries – Requirements, recommendations and information
- ISO 6156:1987 Magnetic tape exchange format for terminological / lexicographical records (MATER) (withdrawn)
- ISO 10241:1992 Preparation and layout of international terminology standards
- ISO 10241-1:2011 Terminological entries in standards – General requirements and examples of presentation
- ISO 10241-2:2012 Terminological entries in standards – Part 2: Adoption of standardized *ISO 12199:2000 Alphabetical ordering of multilingual terminological and lexicographical data represented in the Latin alphabet
- ISO 12200:1999 Computer applications in terminology —- Machine-readable terminology interchange format (MARTIF) —- Negotiated interchange
- ISO 12615:2004 Bibliographic references and source identifiers for terminology work
- ISO 12616:2002 Translation-oriented terminography
- ISO 12620:1999 Computer applications in terminology —- Data categories obsoleted by ISO 12620:2009
- ISO 12620:2009 Terminology and other language and content resources—Specification of data categories and management of a Data Category Registry for language resources
- ISO 15188:2001 Project management guidelines for terminology standardization
- ISO 16642:2003 Computer applications in terminology —- Terminology Mark-up Framework (TMF)
- ISO 22128:2008 Guide to terminology products and services – Overview and Guidance
- ISO 23185:2009 Assessment and benchmarking of terminological resources – General concepts, principles and requirements
- ISO 24613:2008 Language Resource Management - Lexical Markup-Framework (LMF)
- ISO 30042:2008 Systems to manage terminology, knowledge and content—TermBase eXchange (TBX)

## 준비 중인 표준과 다른 ISO 제안서들

### 다른 표준들
Note: Current status is not mentioned here - see ISO Website for most recent status. Many of these are in development.:
- ISO 704 Terminology work - Principles and methods
- ISO 860.2 Terminology work - Harmonization of concepts & terms
- ISO 1087-1 Terminology work - Vocabulary - Part 1: Theory and application
- ISO 12618 Computer applications in terminology - Design, implementation and use of terminology management systems
- ISO 12620 Terminology and other content and language resources — Specification of data categories and management of a Data Category Registry for language resources
- ISO 21829 Language resource management - Terminology (TLM)
- ISO 22130 Additional language coding
- ISO 22134 Practical guide for socio-terminology
- ISO 22274 Internationalization and concept-related aspects of classification systems
- ISO 24156 Guidelines for applying concept modelling in terminology work
- ISO 24610-1 Language resource management - Feature structures - Part 1: Feature structure representation
- ISO 24610-2 Language resource management - Feature structures - Part 2: Feature systems declaration (FSD)
- ISO 24611 Language resource management - Morpho-syntactic annotation framework
- ISO 24612 Language resource management - Linguistic Annotation Framework
- ISO 24614-1 Language resource management - Word Segmentation of Written Texts for Mono-lingual and Multi-lingual Information Processing - Part 1: General principles and methods
- ISO 24614-2 Language resource management - Word Segmentation of Written Texts for Mono-lingual and Multi-lingual Information Processing - Part 2: Word segmentation for Chinese, Japanese and Korean
- ISO 24615 Language resource management - Syntactic Annotation Framework (SynAF)
- ISO 24617-3 Language resource management - Named entities
- ISO 26162 Design, implementation and maintenance of terminology management systems
- ISO 29383 Terminology policies - Development and Implementation

## 기타 참조 사항
- 전문용어 표준화